# امامزاده سلطان ابراهیم رضا
امامزاده سلطان ابراهیم رضا مربوط به سدهٔ ۷ و ۸ ه.ق است و در شهرستان فیروز کوه، بخش ارجمند، روستای آسور واقع شده و این اثر در تاریخ ۷ مهر ۱۳۸۱ با شمارهٔ ثبت ۶۳۴۷ به‌عنوان یکی از آثار ملی ایران به ثبت رسیده است.